# Live in Front of a Nation
Live in Front of a Nation is een album van de Belgische punkgroep Red Zebra uit 2008. De plaat verscheen bij Astronaut Records.

## Nummers
1. Agent Orange
2. The Ultimate Stranger
3. You Suffocate Me
4. Punks Don't Have Barbecues
5. Winning
6. I'm Falling Apart
7. I Can't Live in a Living Room
8. Don't Put Your Head in a Bucket
9. I Got the Microphone
10. The Art of Conversation
11. John Wayne
12. Spit on the City
13. God Is Not a DJ
14. Borstal Breakout

## Meewerkende artiesten
Producer: 
- Peter Van Mulders

Muzikanten:
- Chris De Neve (achtergrondzang, gitaar)
- Geert Maertens (gitaar)
- Johan Isselée (drums)
- Peter Slabbynck (zang)
- Sam Claeys (achtergrondzang, basgitaar)